# 朝日新聞 (ニュースサイト)
朝日新聞（あさひしんぶん）は、朝日新聞社が運営する日本のニュースサイトである。無料のニュースサイト（24時刊）と有料の電子新聞（朝刊、be・別冊など）で構成されている。
この記事では前身のasahi.com（アサヒ・コム）及び朝日新聞デジタルについても併せて述べる。

## 概要

### 24時刊
1995年8月10日にasahi.comの名称で開設。日本のインターネット黎明期から存在する老舗ニュースサイトである。『asahi.com』が速報を担当し、第二報や分析・評論、識者のコメント等は『朝日新聞』に掲載することで両者の棲み分けを行ってきた。ウェブサイトの運営はデジタルメディア本部が行っているが、ニュース配信は一部を除いて朝日新聞の編集局が行うようになっている。
1999年からポータルサイトのgooにニュースを配信しているが、長らくYahoo!ニュースには配信していなかった（2012年10月3日から配信開始）。そのため、2009年1月時点の日本の新聞社サイトの利用者数ランキングでは6位だった。一方、利用者1人あたりのページビューでは2位であり、熱心な読者を獲得している旨の意見もある。ページビューは3億を越える月もあり、第21回参議院議員通常選挙の翌日(2007年7月30日)には2000万/日に達した。また2011年の東日本大震災に伴い、一時的にYahoo!ニュースにニュース配信を行ったところ、前月比269%の推定接触者数となり、日本国内の新聞社サイトの中でトップのページビューを獲得した。
朝日新聞社が運営するウェブサイトはこの他に、朝日新聞の定期購読者向けのサービスである「アスパラクラブ」、ビートルズ世代の高齢者を対象にした「どらく」、有料コンテンツ販売サイトの「Astand」などがあり、朝日新聞デジタルからリンクされている。このうち、アスパラクラブは朝日新聞デジタルに統合され、現在は廃止されている。
2012年1月23日、15年以上に渡って使用されてきたasahi.comの名称を廃止し、朝日新聞デジタルにブランド名を改め、後述の有料電子新聞と一体化された。同年4月1日にサイトがリニューアルされ、有料版の「24時刊」と無料版の旧「asahi.com」ページが統合され、新たに「24時刊」となった。

### 有料電子新聞
上述のとおり、これまでも朝日新聞を初めとする日本の新聞は、無料のウェブサイト（朝日新聞はasahi.com）を使ったニュース速報・新聞記事（一部）の配信を行ってきた。しかし近年、新聞購読契約者の減少と反比例してウェブサイトでのページビューが増加してきたことを受けて、より充実したニュースを提供する有料ニュースサービスとして2011年5月18日に創刊（申込月によって最長8月末まで無料）。2011年8月からは順次有料サービスとして提供開始した。
かつては朝日新聞と業務提携を結ぶ十勝毎日新聞、山陰中央新報、沖縄タイムスと、系列スポーツ紙の日刊スポーツの読者を対象としたセットサービスも行っていたが、2023年5月31日付で終了した。
新聞紙面と無料ニュースサイトをベースに構成した独自のレイアウトで、対応機種であるiPad・スマートフォン（Android・iPhone）・タブレット端末やパソコンのブラウザであれば、直感的な操作（タッチやクリック等）で頁を開いたり、文字サイズの変更、記事写真から拡大図や関連動画の再生が可能である。朝日新聞からの記事は東京本社、大阪本社、名古屋本社、西部本社発行最終版がベースとなっている。当初は日本経済新聞電子版等とは異なり、新聞紙面イメージ（新聞漫画・新聞広告を含む）そのものの表示は出来なかったが、2012年1月23日のasahi.comとの統合に伴い、日本全国の地域面（北海道・東北、関東、東海・甲信越、近畿・北陸、中国・四国、九州の6ブロック）を紙面イメージで閲覧できるサービスが開始された（パソコンのみ対応）。また、2013年1月10日に先行して東京本社版の紙面イメージを閲覧可能となり、2月14日からは大阪、名古屋、西部本社版が、2022年5月23日からは北海道支社版がそれぞれ閲覧可能となった。
2013年3月5日までに、有料会員数が10万人を超えた。また、1日に3本まで記事が読める無料会員数も99万人に達した。
朝日新聞社は紙とデジタルの「ハイブリッド型メディア」をうたい、その中核になる朝日新聞デジタルは「第2の創刊」とした。その一環であらたにウェブ向けにインタラクティブ性や新しい技法を取り入れたビジュアル報道を試行している。一部の紙面連動の記事やWeb限定の企画記事「朝デジスペシャル」などでは、インフォグラフィクスによる図解、動画、スクロール、Web地図上の表示、CGによる可視化等のインタラクティブ性を活用した構成をとる。デジタル技術のスキルを持つ「記者」を採用し、従来型の記者と共に取材し、Webを活かした表現方法を考え、短時間で作成する。作成に伴う情報加工、プログラミング、デザイン、UI設計等は外部委託せずすべて社内製のため時間短縮が可能になったという。
2025年1月28日、サイト名を「朝日新聞デジタル」から「朝日新聞」に改称し、ロゴも「朝日新聞DIGITAL」から「朝日新聞」に変更した。なお、改称後も紙面との区分の違いを表す必要がある場合に「朝日新聞（デジタル版）」や「朝日新聞のデジタル版」と表記されることがある。

## 沿革
- 1995年8月 - asahi.com（アサヒ・コム）開設。
- 1999年11月 - gooにニュース配信を開始。
- 2001年4月 - ロゴ変更、地図・辞書検索を導入[24]。
- 2002年5月 - asahi.comツールバー 1.0Aを公開[25]。
- 2004年3月 - RSS配信を開始[26][27]。
- 2004年10月 - アスパラクラブを開設。
- 2005年3月 - ユニバーサルデザインと音声読み上げ WebUDを導入[28]。
- 2005年10月 - 「キャンパス・アサヒコム」が不正アクセスで乗っ取られる[29]。
- 2006年6月 - どらくを開設[30]。
- 2007年1月 - はてなブックマークとの連動機能を実装[31]。
- 2007年4月 - 時間帯や曜日でトップページの内容を変更。asahi.com動画の配信を開始[32]。
- 2008年1月 - 読み比べニュースサイト『新s』を開設。
- 2008年6月 - レイアウトやジャンルを一新（3列構造、フィーチャーボックス、天気のエリア選択やジャンルの入れ替えなどカスタマイズ）。写真・動画、英文ニュースを充実[33][34][5]。
- 2009年6月 - Twitterのアカウントを開始[35]。
- 2009年7月 - 朝日新聞社がCNETを買収[36]。
- 2009年9月 - ブログ転載機能を実装[37]。
- 2010年4月 - WEB新書の販売を開始[38]。
- 2010年10月 - Facebookのアカウントを開始[39]。
- 2011年5月 - 有料の電子新聞として「朝日新聞デジタル」のサービス開始（8月までは無料）。
- 2012年1月 - asahi.comのブランド名を「朝日新聞デジタル」に統合[10]。地域面の紙面イメージ配信を開始。
- 2012年10月 - Yahoo!ニュース（Yahoo! JAPAN）にニュース配信を開始。
- 2013年1月 - 東京本社版の紙面イメージ配信を開始。
- 2013年2月 - 大阪本社・西部本社・名古屋本社版の紙面イメージ配信を開始。
- 2014年4月 - 特典電子版の配信を開始。
- 2022年5月 - 北海道支社版の紙面イメージ配信を開始。
- 2025年1月 - 名称を「朝日新聞」に変更[20]。

## 提供サービス
- 24時刊

最新ニュース（時事通信社などの通信社や日刊スポーツ、CNET Japan等の提供の記事を含む）と紙面掲載記事を併せて提供する。基本的に閲覧は無料だが、購読契約を結んだ読者のみが全文を読むことができる記事もある。また、記事に関連した動画ニュース・カラー写真の掲載もある。重大な事件などがあればニュース速報として画面上にキャプションを掲載する。過去1年間の記事を検索できる機能（図解・動画・当日紙面除く）や、自分の好みのジャンルに特化した紙面を閲覧できる「MY朝日新聞」の機能もある。iPadであれば、過去23時間前まで遡って1頁目を読むことが出来る「1面タイムマシン」という機能もある。
- 朝刊

紙面版朝刊の各紙面を網羅し、解説記事、政治・経済・政策・国際・スポーツ・生活・教養などジャンル別に分類してニュースをまとめているほか、「天声人語」や社説、投書コーナー「声」、地方版などを収録している。4コマ漫画『ののちゃん』は紙面イメージで閲覧可能。
- be・別冊（旧You刊）

紙面版夕刊・「be」（土曜版）・「朝日新聞GLOBE」（日曜版）・「どらく」等に掲載されるオピニオン・インタビュー・コラム・エッセーなどの記事や、文化・趣味・生活にまつわる情報などを収録している。紙面版夕刊に掲載されるニュース記事は主に「24時刊」に掲載される。4コマ漫画『地球防衛家のヒトビト』は24時刊で閲覧可能。
- &[and]

エンターテインメント・アート・カルチャー・ファッション・美容・健康・食・旅行といったライフスタイルを発信するデジタルマガジンとして2013年にスタート。

## 購読料金
デジタル版のみの「プレミアムコース」「スタンダードコース」「ベーシックコース」と、日本国内・海外の定期購読者対象の「ダブルコース」「紙面ビューアコース」の5種類がある。
- プレミアムコース - 3800円/月
- スタンダードコース - 1980円/月
- ベーシックコース - 980円/月
- ダブルコース - 月ぎめ購読料+1000円/月（最低6か月間の購読を条件に、月ぎめ購読料+500円/月）
- 紙面ビューアコース- 月ぎめ購読料+0円/月

提携地方紙の十勝毎日新聞、山陰中央新報、沖縄タイムス、ならびに系列スポーツ紙の日刊スポーツ購読者が対象の「ダブルコース」の設定あり（それぞれの新聞の定期購読料+1000円/月で契約可能　日刊スポーツを除きそれぞれの発行区域内の居住者のみ対象）。
2014年10月1日以後は、無料会員対象の「お試しクーポン」（手続き開始から10日間無料で有料コースを体験入会できる）を配布する。その代わりとして、有料会員の2か月間無料のサービスは廃止され、入会月のみ無料となるが、最低でも有料課金が行われる2か月目までは退会できなくなる。
2021年10月1日より新聞を定期購読している世帯は無料で紙面ビューアーが利用できるようになった。

## CM出演者
第一弾
- 阿部寛（イメージキャラクター、夫）
- 押田恵（妻）
- 伊藤梨沙子（娘）
- タモト清嵐（息子）

第二弾
- ガッツ石松
- 麻生祐未
- 松坂桃李
- 刈谷友衣子